# Axelle Lemaire
Axelle Lemaire (Ottawa, 18 de outubro de 1974) é uma advogada, jurista e ex-política socialista francesa que foi deputada pelo "Terceiro círculo eleitoral para residentes franceses ultramarinos" (Norte da Europa) na Assembleia Nacional do Parlamento francês, eleita, em 2012.
Em maio de 2014, o primeiro-ministro Manuel Valls nomeou-a para o Ministério das Finanças francês como ministra responsável pelos Assuntos Digitais.
Em fevereiro de 2017, renunciou ao seu ministério para concorrer, sem sucesso, a um segundo mandato de deputada.

## Biografia

### Educação e vida pessoal
Nasceu em Ottawa, na província de Ontário, no Canadá, filha de mãe francesa e pai quebequense. Depois de ser criada em Hull, em Gatineau, Quebec, onde frequentou o Collège Saint-Joseph de Hull, viveu a adolescência em Montpellier, comuna ao sul da França.
Estudou literatura moderna e ciência política no Instituto de Estudos Políticos de Paris. Se formou em direito pela Universidade Pantheon-Assas (DEA, 2000) e pela King's College Dickson Poon School of Law (LLM, 2003). Posteriormente lecionou estudos jurídicos em nível universitário e trabalhou em um escritório de advocacia, antes de trabalhar na Câmara dos Comuns do Reino Unido como pesquisador do ex-deputado trabalhista e ministro Denis MacShane.
Morou em Londres com o marido e dois filhos, de 2002 a 2014, antes de se mudar para Paris.

## Carreira política

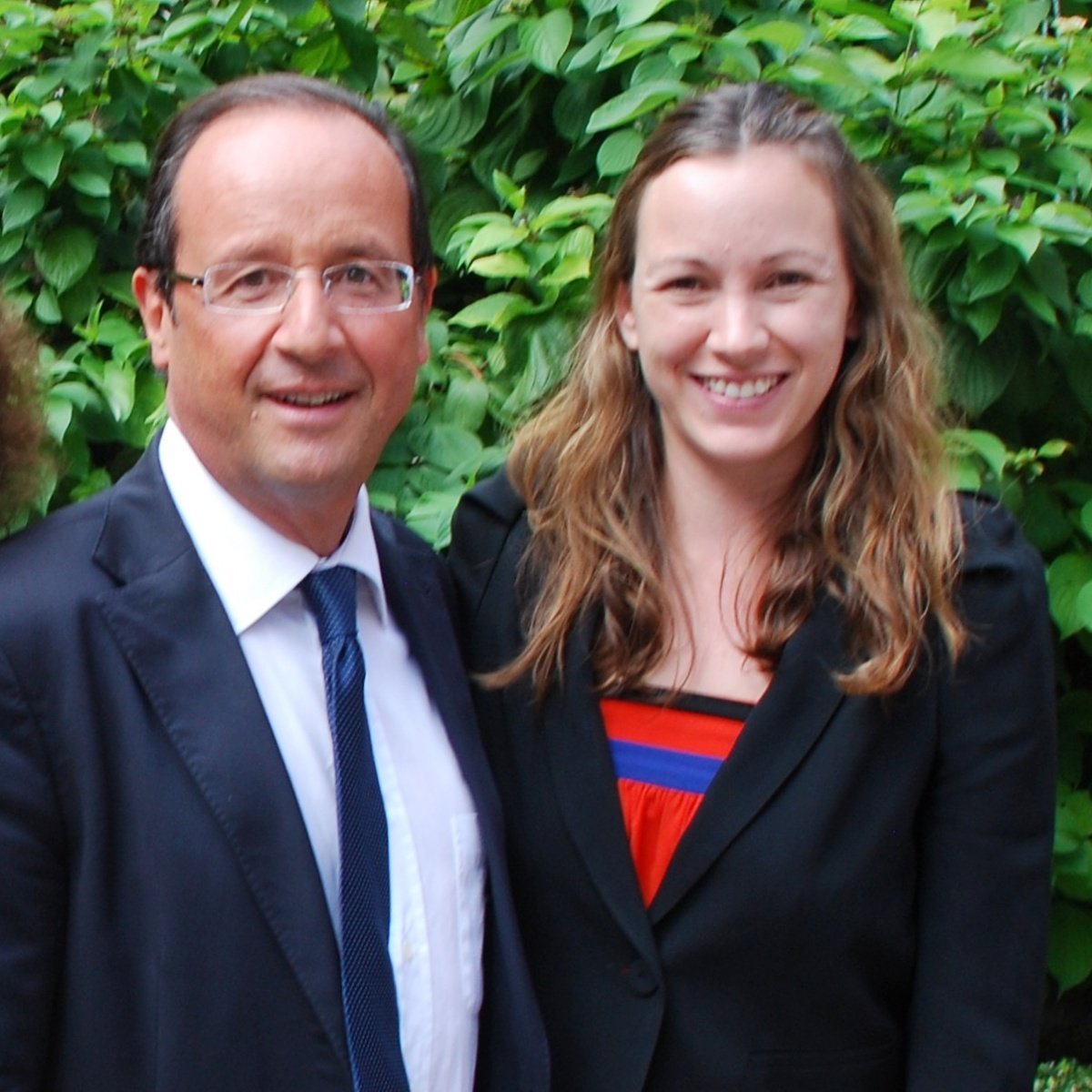
Em agosto de 2011, com François Hollande, na sede do PS.

Foi secretária do Partido Socialista Francês (PS), em Londres, de 2008 até sua eleição para a Assembleia Nacional, em 2012. De acordo com o Le Point, recusou um cargo ministerial no segundo governo de Jean-Marc Ayrault porque, como mãe de dois filhos pequenos, não desejava deixar Londres. Atuou como presidente do Grupo de Amizade Parlamentar Reino Unido-França. No entanto, aceitou a nomeação como ministra de Estado para Assuntos Digitais no novo governo de Manuel Valls, em abril de 2014.

### Membra da Assembleia Nacional

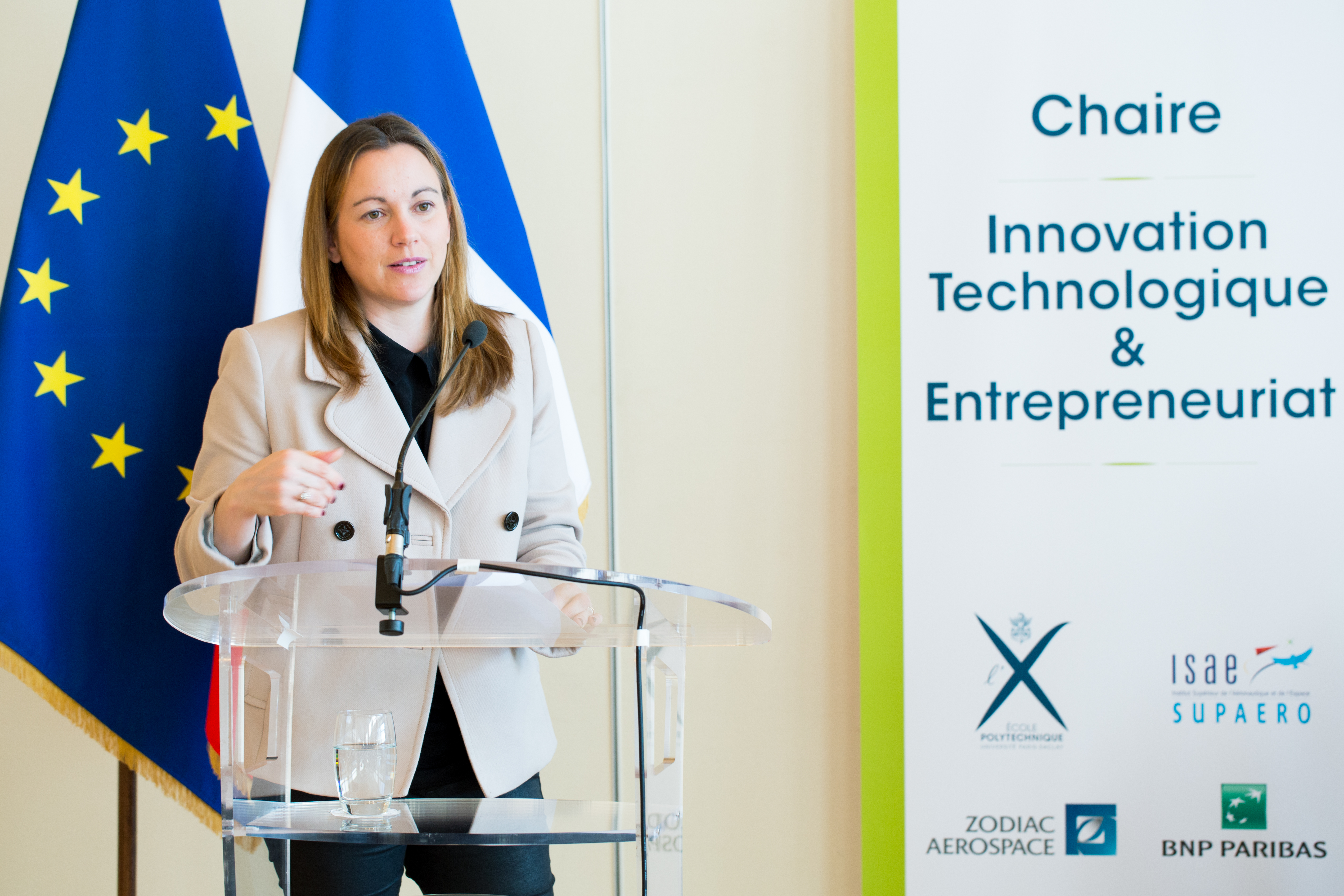
Na criação da cátedra “Inovação Tecnológica e Empreendedorismo”, em abril de 2015.

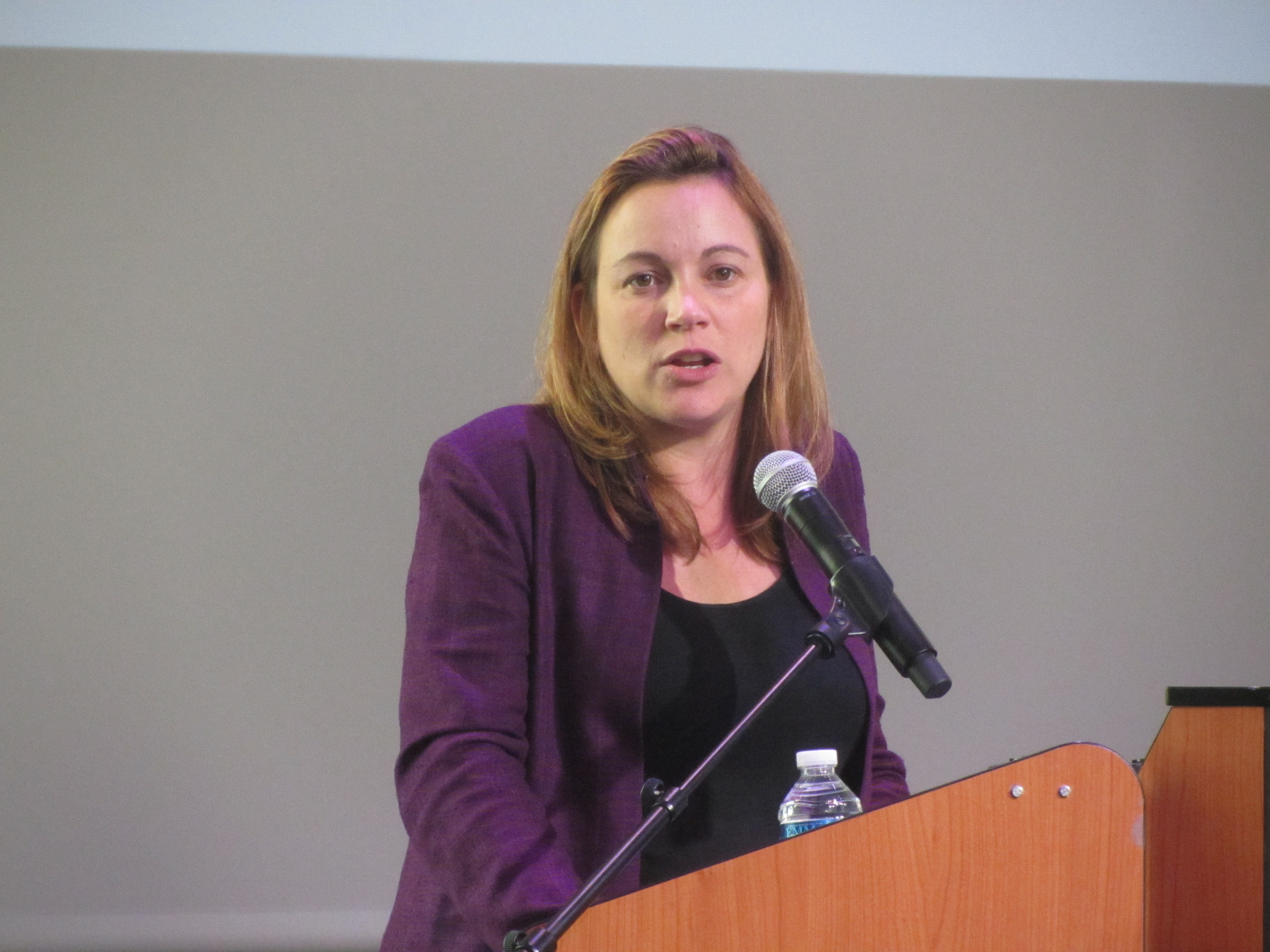
Durante o encerramento da Conferência Nacional sobre Mediação Digital, em Caen, em outubro de 2015.

Em 2012, foi reconduzida ao cargo de deputada por um dos onze círculos eleitorais recém-criados, cada um eleito por cidadãos franceses ultramarinos para a Assembleia Nacional Francesa . O círculo eleitoral que ela representou como deputada inaugural inclui todos os cidadãos franceses registrados que vivem nos dez países do Norte da Europa: Islândia, Noruega, Dinamarca (incluindo as Ilhas Faroé e Groenlândia ), Suécia, Finlândia, Grã-Bretanha e Irlanda do Norte, Irlanda, Estônia, Letónia e Lituânia. A partir de 2011, registou 140.731 cidadãos franceses nos seus cadernos eleitorais, com a grande maioria (113.655) vivendo no Reino Unido, que tem a terceira maior população de expatriados franceses no mundo. Consequentemente, a sua campanha eleitoral recebeu considerável atenção da imprensa britânica na época.
Obtido 55% dos votos, durante o seu mandato como deputada, apareceu regularmente na mídia britânica sobre a política francesa. Em maio de 2014, ao assumir o cargo ministerial do governo francês, renunciou ao seu assento parlamentar e foi sucedida por Christophe Premat.

### Ministra dos Assuntos Digitais
Ao ingressar no Ministério da Economia, Indústria e Assuntos Digitais, em Paris, foi uma das principais defensoras da legislação sobre neutralidade da rede.
Esteve envolvida no movimento French Tech, que une startups digitais francesas em todo o mundo.
Renunciou ao cargo, em fevereiro de 2017, para se concentrar na campanha de candidata do Partido Socialista às eleições presidenciais francesas. Então se juntou à campanha para manter seu assento no Parlamento francês, mas foi severamente derrotada por Alexandre Holroyd, do partido Renascimento (anteriormente conhecido como "Em Marcha!").

## Após a política
Em fevereiro de 2018, passou a atuar na empresa de consultoria Roland Berger.